# Plaza España (Mendoza)

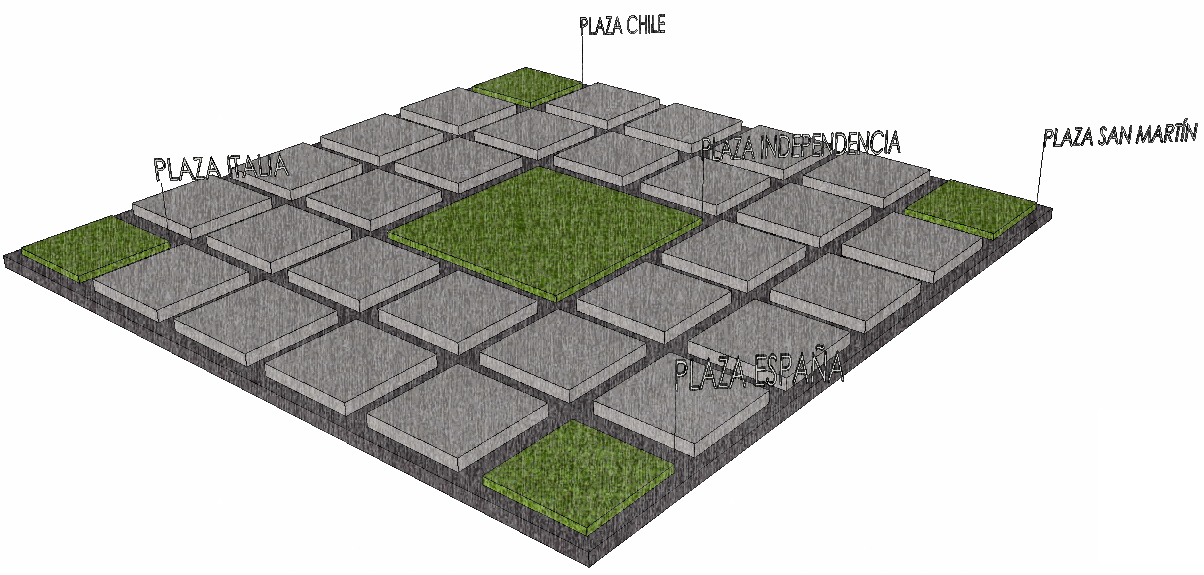
La plaza España en la estructura del complejo de la plaza Independencia.

La plaza España de la ciudad de Mendoza, provincia de Mendoza, Argentina, es un espacio y monumento inaugurados en 1949, tras el terremoto de 1861 que devastó la ciudad. Actualmente, forma parte del espacio verde que conforma la plaza Independencia y es considera la plaza más bonita de la ciudad.

## Geografía
La plaza España se encuentra ubicada entre la avenida España, calle Montevideo, calle 9 de julio y calle San Lorenzo de la ciudad de Mendoza.

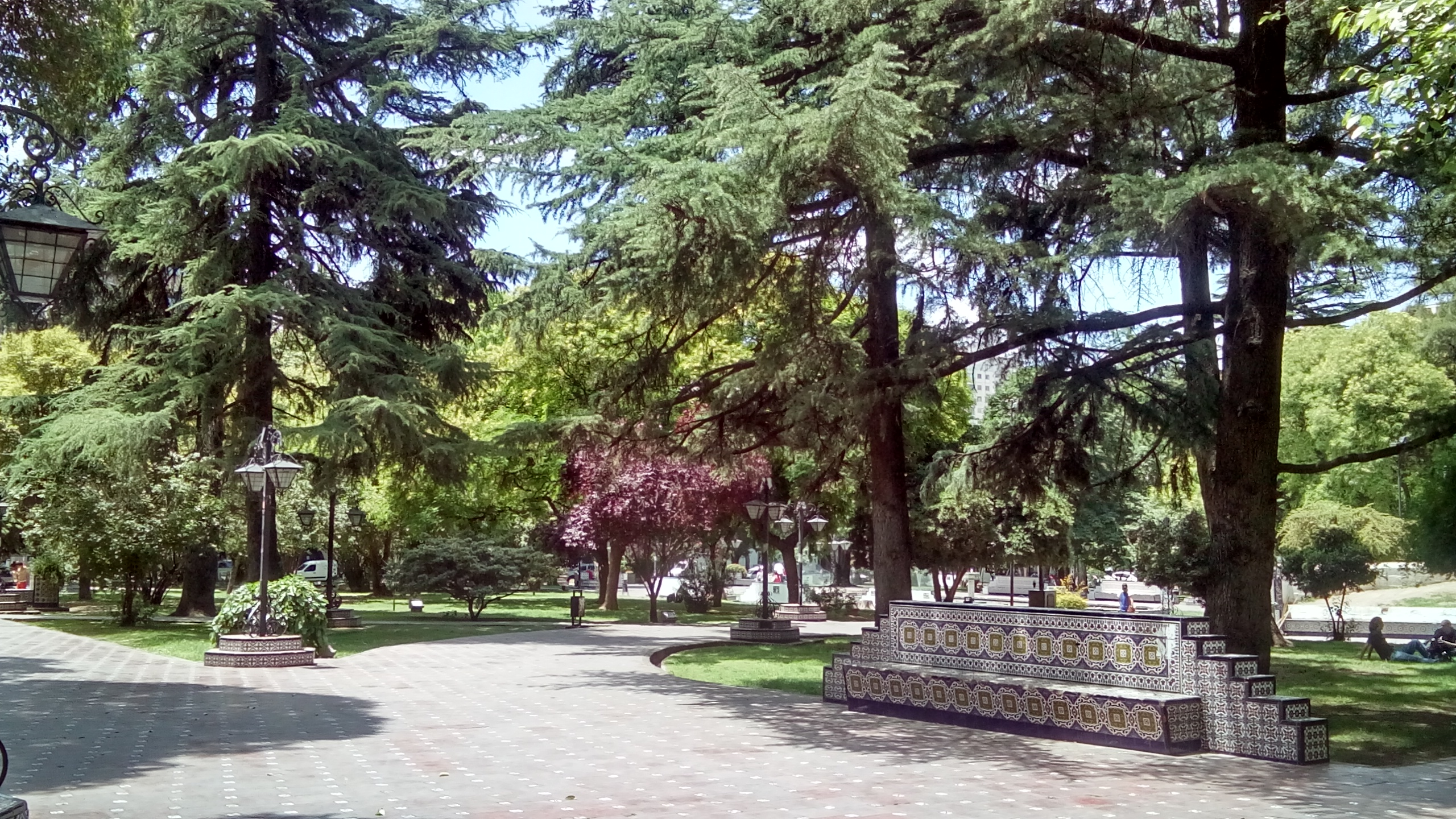
Vista de la Plaza desde la esquina de Av. España y San Lorenzo.

Conjuntamente con las plazas de San Martín, Chile e Italia conforman una simetría con el espacio perimetral de la plaza Independencia, que ocupa las cuatro manzanas centrales de todo su ámbito.

## Historia
La plaza de España tiene sus orígenes en la remodelación de la ciudad tras el terremoto de 1861 que devastó la capital provincial.
En un principio, la plaza se denominó Montevideo y posteriormente Carlos Pellegrini, antes de su nombre actual.
El 11 de marzo de 1949, el monumento fue entregado al gobernador de la provincia, Faustino Picallo, coincidiendo con el final de su mandato. El 12 de noviembre del mismo año, con una previa remodelación, la plaza finalmente fue inaugurada por Blas Brisoli.

## El Monumento
La plaza se distribuye de tal forma que conforma espacio central con una fuente típica de los patios españoles, y en el fondo se erige el monumento a la Confraternidad Hispano-Argentina. El mismo, esculpido en mármol travertino de San Juan, fue creado por el escultor español Luis Bartolomé Somoza.
El Monumento se divide en dos partes. La parte superior, realizada en mármol, está conformada por:
- La figura de la mujer, como símbolo de España.
- La figura de una joven, como símbolo de Argentina, quien además sostiene un racimo de uvas, representando la tierra mendocina.
- El bloque central es un relieve de una de las carabelas del primer viaje de Cristóbal Colón.
- Por debajo, las figuras de dos bueyes tirando de un arado en representación a la tierra fértil del país.

El friso de la base, realizado por el artista Manuel Escudero, se compone por siete escenas en cerámica pintada entre las que destacan:
- La fundación de la ciudad de Mendoza por Pedro del Castillo en 1561.
- El descubrimiento de América.
- La obra misionera de las órdenes religiosas.
- Partes de Don Quijote de la Mancha, de Miguel de Cervantes.
- Partes de el Gaucho Martín Fierro, poema de José Hernández.[4]